# Stanisław Brykalski

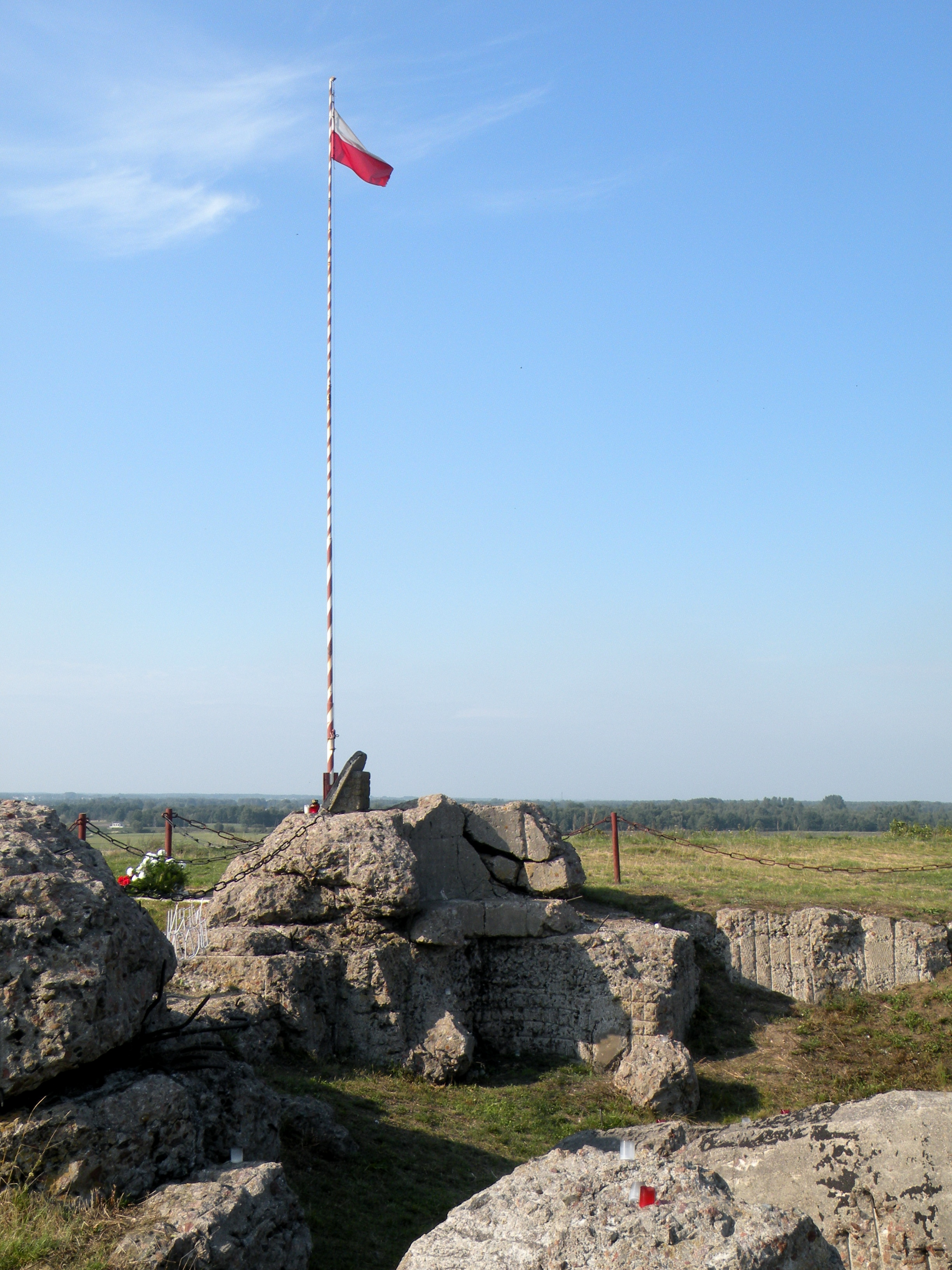
Schron kpt. Władysława Raginisa na Górze Strękowej

Stanisław Brykalski ps. Kogutek (ur. 6 kwietnia 1912 w Słomnikach, poległ 9 września 1939 na Górze Strękowej k. Wizny) – polski wojskowy, porucznik, w kampanii wrześniowej zastępca dowódcy obrony Wizny kpt. Władysława Raginisa; pośmiertnie awansowany do stopnia kapitana.

## Życiorys
Stanisław Brykalski urodził się w Słomnikach w domu Jana i Marianny Brykalskich. Po ukończeniu szkół w Miechowie i Krakowie wstąpił do krakowskiej szkoły podchorążych. W 1938 roku odbył przeszkolenie wojskowe i został mianowany do stopnia porucznika. W tym samym roku został powołany do Wojska Polskiego i wcielony do 71 pułku piechoty. Służył jako dowódca plutonu artylerii.
Wybuch II wojny światowej zastał go na pozycji umocnionej odcinka „Wizna”, koło Łomży, gdzie będąc dowódcą artylerii, składającej się z 4 lekkich armat 76,2 mm, pełnił jednocześnie obowiązki zastępcy dowódcy odcinka, kpt. Władysława Raginisa. W trakcie walk z żołnierzami XIX Korpusu Armijnego gen. Guderiana, wspólnie z przełożonym, złożył przysięgę, że żywy nie odda bronionych pozycji.
Poległ 9 września 1939 roku  w trakcie obserwacji pola walki w kopule obserwacyjnej schronu dowodzenia na Górze Strękowej, raniony w głowę odłamkiem pocisku. Dopiero 13 września, za zgodą niemieckiego oficera, ciała por. Brykalskiego i kpt. Raginisa pochowano w bezpośrednim sąsiedztwie schronu dowodzenia.
Pod koniec września, po przejęciu terenu przez Sowietów na mocy Paktu Ribbentrop-Mołotow, okupant nakazał wydobycie ciał i zakopanie ich 500 m dalej, w pasie drogowym przy drodze u podnóża wzniesienia. W latach 50. XX w. po raz kolejny szczątki oficerów wykopano i przeniesiono w inne, nieznane przez lata miejsce.
W Wiźnie po wojnie umieszczono tablicę z napisem: Przechodniu, powiedz Ojczyźnie, żeśmy walczyli do końca, spełniając swój obowiązek.
W sierpniu 2011 roku członkowie Stowarzyszenia „Wizna 1939" odnaleźli anonimową mogiłę przy szosie Wizna-Jeżewo i przeprowadzili prace ekshumacyjne. Zakład Medycyny Sądowej w Białymstoku na podstawie badań DNA ustalił, że są to szczątki kpt. Raginisa i drugiego żołnierza, o nieznanej tożsamości.. W dniu 10 września 2011 odbył się uroczysty pogrzeb bohaterów. Najpierw w kościele parafialnym w Wiźnie odprawiona została uroczysta msza pogrzebowa kpt. Władysława Raginisa i por. Stanisława Brykalskiego, koncelebrowana przez ks. Biskupa Ordynariusza Diecezji Łomżyńskiej Stanisława Stefanka. Po niej, na Górze Strękowej odbył się uroczysty pogrzeb obrońców odcinka „Wizna” w mogile wojennej, urządzonej we wnętrzu rozbitego schronu dowodzenia.
21 sierpnia 2012 roku Minister Obrony Narodowej Tomasz Siemoniak podpisał decyzję o pośmiertnym mianowaniu Stanisława Brykalskiego na stopień kapitana.
Jego grób znajduje się na cmentarzu parafialnym w Słomnikach.

## Odznaczenia
Postanowieniem Prezydenta Rzeczypospolitej Polskiej Lecha Kaczyńskiego z dnia 28 sierpnia 2009 roku, za wybitne zasługi dla niepodległości Rzeczypospolitej Polskiej Stanisław Brykalski został pośmiertnie odznaczony Krzyżem Komandorskim z Gwiazdą Orderu Odrodzenia Polski.

## Pamięć o Stanisławie Brykalskim
Jedna z ulic w Słomnikach nosi nazwę porucznika Stanisława Brykalskiego.
Związek Strzelecki Oddział Wołomin (Jednostka Strzelecka 1939) przyjął imię kpt. Stanisława Brykalskiego (uroczystości z okazji 76. rocznicy bitwy pod Wizną – Góra Strękowa, dnia 12 września 2015 roku.
Pod patronatem Stowarzyszenia „Wizna 1939" powstał mural poświęcony dowódcy artylerii odcinka „Wizna”.